# Aviation Industry Computer-Based Training Committee
El AICC (Aviation Industry Computer Based-Training Committee) es una asociación internacional de capacitación de profesionales basada en tecnología. El AICC desarrolla especificaciones para la industria de la aviación para el desarrollo, la entrega, y la evaluación del CBT (Computed Based-Training) y de tecnologías de capacitación relacionadas.

## AGR: AICC Guidelines & Recommendations
La AICC ha desarrollado una serie de guías y recomendaciones, llamadas AGR por sus siglas en inglés. Cada AGR hace una recomendación técnica en un área específica, por ejemplo, AGR-002 es la recomendación para el hardware del sitio de trabajo. Las normas AGR se caracterizan por ser generalmente breves, describiendo una cantidad significativa de detalles técnicos. Las AGRs representa la voz oficial de AICC con respecto a un área señalada.
La lista completa de AGRs es la siguiente:
- AGR 001: AICC Publications
- AGR 002: Courseware Delivery Stations (1988)
- AGR 003: Digital Audio (1992)
- AGR 004: Operating/Windowing System
- AGR 005: CBT Peripheral Devices
- AGR 006: Computer-Managed Instruction (1993)
- AGR 007: Courseware Interchange
- AGR 008: Digital Video
- AGR 009: Icon Standards: User Interface (1996)
- AGR 010: Web-Based Computer-Managed Instruction (1998)
- AGR 011: The Package Exchange Notification Services (2005)
- AGR 012: Training Development Checklist (2005)